# Parijs-Tours 1945
Parijs-Tours 1945 ofwel, de 39ste editie  werd verreden op zondag 29 april 1945. De wedstrijd had een lengte van 246 kilometer, startte in Parijs en eindigde in Tours.
De Fransman Paul Maye won de sprint van negentien andere renners. Maye evenaarde met zijn derde overwinning het record van de Belg Gustave Danneels.

## Uitslag
| Plaats  | Naam                 | Ploeg               | Tijd     |
| ------- | -------------------- | ------------------- | -------- |
| Winnaar | Paul Maye            | Alcyon-Dunlop       | 6u48'37" |
| 2       | Joseph Goutorbe      | A. Trialoux-Wolber  | z.t.     |
| 3       | Émile Idée           | Alcyon-Dunlop       | z.t.     |
| 4       | Maurice Desimpelaere | Alcyon-Dunlop       | z.t.     |
| 5       | Robert Renoncé       | Rochet-Dunlop       | z.t.     |
| 6       | Louis Thiétard       | Métropole-Dunlop    | z.t.     |
| 7       | Lucien Teisseire     | France Sport-Dunlop | z.t.     |
| 8       | Albertin Disseaux    | Alcyon-Dunlop       | z.t.     |
| 9       | Albert Sercu         | Dilecta-Wolber      | z.t.     |
| 10      | Camille Danguillaume | Peugeot-Dunlop      | z.t.     |

1896 · 
1897 · 
1898 · 
1899 · 
1900 · 
1901 · 
1902 · 
1903 · 
1904 · 
1905 · 
1906 · 
1907 · 
1908 · 
1909 · 
1910 · 
1911 · 
1912 · 
1913 · 
1914 · 
1915 · 
1916 · 
1917 · 
1918 · 
1919 · 
1920 · 
1921 · 
1922 · 
1923 · 
1924 · 
1925 · 
1926 · 
1927 · 
1928 · 
1929 · 
1930 · 
1931 · 
1932 · 
1933 · 
1934 · 
1935 · 
1936 · 
1937 · 
1938 · 
1939 · 
1940 · 
1941 · 
1942 · 
1943 · 
1944 · 
1945 · 
1946 · 
1947 · 
1948 · 
1949 · 
1950 · 
1951 · 
1952 · 
1953 · 
1954 · 
1955 · 
1956 · 
1957 · 
1958 · 
1959 · 
1960 · 
1961 · 
1962 · 
1963 · 
1964 · 
1965 · 
1966 · 
1967 · 
1968 · 
1969 · 
1970 · 
1971 · 
1972 · 
1973 · 
1974 · 
1975 · 
1976 · 
1977 · 
1978 · 
1979 · 
1980 · 
1981 · 
1982 · 
1983 · 
1984 · 
1985 · 
1986 · 
1987 · 
1988 · 
1989 · 
1990 · 
1991 · 
1992 · 
1993 · 
1994 · 
1995 · 
1996 · 
1997 · 
1998 · 
1999 · 
2000 · 
2001 · 
2002 · 
2003 · 
2004 · 
2005 · 
2006 · 
2007 · 
2008 · 
2009 · 
2010 · 
2011 · 
2012 · 
2013 · 
2014 · 
2015 · 
2016 · 
2017 · 
2018 · 
2019 ·
2020 ·
2021 ·
2022 ·
2023 ·
2024 ·
2025